# Papa Wemba
Papa Wemba, pseudonimo di Jules Shungu Wembadio Pene Kikumba (Lubefu, 14 giugno 1949 – Abidjan, 24 aprile 2016), è stato un cantante della Repubblica Democratica del Congo.
Fu uno dei più influenti compositori della storia della rumba africana, e nella seconda parte della sua lunga carriera si affermò fra gli artisti più noti del panorama della world music.

## Biografia
Si impose sulla scena musicale negli ultimi anni sessanta, nel gruppo musicale Zaïko Langa Langa. Nel gruppo militavano anche altri musicisti congolesi poi diventati celebri, tra cui N'Yoka Longo Jossart, Manuaku Pepe Felly, Evoloko Lay Lay, Teddy Sukami, Zamuangana Enock, Mavuela Simeon e Bozi Boziana. Fu proprio Papa Wemba a determinare in gran parte lo stile degli Zaiko Langa Langa nei primi anni settanta, portandolo al successo internazionale con brani come Chouchouna.
Nel 1974 Papa Wemba lasciò il gruppo insieme a Evoloko, Mavuela Somo e Bozi Boziana, fondando con loro una nuova big band chiamata Isifi Lokole ("Isifi" era inteso come acronimo di "Institut du Savoir Ideologique pour la Formation des Idoles"). Il gruppo ebbe un periodo di successo tanto travolgente quanto breve, con il singolo Amazone come massimo successo.
Nel 1975 Papa Wemba creò un nuovo gruppo ancora con Somo e Boziana e con l'aggiunta di un altro ex-Zaiko Langa Langa, Mbuta Mashakado. La formazione cambiò diversi nomi, tra cui Yoka Lokole, "Kinshasa All-Stars", "Lokole Isifi" e "Isifi"), ed ebbe un buon successo dominando le classifiche africane con singoli come Matembele Bangui, Lisuma ya Zazu, Mavuela Sala Keba e Bana Kin
Come Isifi Lokole, Yoka Lokole era una band in cui convivevano troppi artisti di grande fama, e le rivalità interne fra i diversi membri del gruppo ne causarono presto lo scioglimento. Nel 1977 Papa Wemba abbandonò Yoka Lokole creando un gruppo di cui era leader indiscusso, Viva la Musica. In questa formazione accolse numerosi musicisti emergenti, fra cui Kisangani Esperant, Jadot le Cambodgien, Pepe Bipoli, Petit Aziza, Rigo Star, Syriana e Bongo Wende. Come le precedenti formazioni di Papa Wemba, anche Viva la Musica ebbe un grandissimo successo commerciale, affermandosi con brani come Mere Superieure, Mabele Mokonzi, Bokulaka e Princesse ya Sinza.
Negli anni novanta, quando molti artisti di rumba africana si trasferirono in Europa, Papa Wemba decise di mantenere in vita due gruppi diversi: Viva la Musica a Kinshasa e Viva Tendance a Parigi. Il primo gruppo (che in alcuni momenti fu chiamato anche "Nouvelle Ecriture" e "Nouvel Ecrita") era più strettamente legato alla tradizione della rumba/soukous e al mercato africano; il secondo (che fu chiamato anche "Nouvelle Generation" e "La Cour des Grands") orientato al mercato europeo della world music.

### Morte
Papa Wemba morì improvvisamente durante un concerto che teneva ad Abidjan, a causa di un attacco cardiaco, il 24 aprile 2016, all'età di 66 anni.

## Discografia

### Con Zaika Langa Langa
- Pauline (1970)
- L'Amoureux decu (1972)
- Mete la verite, chouchouna (1973)
- Liwa ya somo (1973-1974)

### Con Isifi Lokole
- Ainsi va la vie, amazone (1975)
- Matembele bBangi, lisuma ya zazu (1976)

### Solista (incluso Viva la Musica)
- Mere superieure, Bokulaka, Mabele mokonzi, Muana molokai (1977)
- Princesse ya senza, Fleur Betoko, Zonga-Zonga (1978)
- Anibo, Ata Nkale (1979)
- Levre Rose (1979, con Rochereau & Afrisa)
- Telegramme (1979, con Simaro Massiya & OK Jazz)
- Analengo (1980), Amena (1980, duo con Pepe Kalle)
- Santa, Matebu (1980, primo album di Parigi)
- Melina La Parisienne, Ufukutano (1981)
- Evenement, Rendre A Caesar (1982)
- Eliana, Bukavu Dawa (1983)
- Proclamation (1984, con Ngashie Niarchos)
- Destin ya Moto (1985)
- L'esclave, Papa Wemba - Au Japon (live) (1986)
- Papa Wemba Ekumani (1987)
- M'fono Yami (1989)
- Biloko ya Moto-Adidas Kiesse (1991)
- Le Voyageur (1992)
- Foridoles (1994)
- Emotion (1995)
- Pôle Position (1996)
- Wake-Up (1996, duo with Koffi Olomide)
- Nouvelle Ecriture (1997)
- Molokaï (1998)
- Nouvelle Ecriture dans L (1998)
- M'Zée Fula-Ngenge (1999)
- Muana Matebu(1999)
- A La Une (2000)
- Zea (2001)
- Bakala Dia Kuba (2001)
- Somo Trop (2003)
- Muana Molokaï (2004)
- Ba Zonkion (2005)
- Bravo l'Artiste (2006)